# Порог слышимости

Порог слышимости людей разного возраста в зависимости от частоты звука

Поро́г слы́шимости — минимальная величина звукового давления, при которой звук данной частоты может быть ещё воспринят ухом человека.
Величину порога слышимости принято выражать в децибелах, принимая за нулевой уровень звукового давления в децибелах 2⋅10−5 Н/м2 или 20 мкН/м2 при частоте 1 кГц (для плоской звуковой волны), что соответствует интенсивности звука 0,98 пВт/м2 при нормальном атмосферном давлении и температуре 25 °C. Это самый тихий звук с частотой 1 кГц, который может услышать молодой человек с острым слухом.
Порог слышимости зависит от частоты звука. У людей наибольшая острота слуха наблюдается при частоте от 2 до 5 кГц, на этих частотах порог слышимости ниже порога слышимости на частоте 1 кГц и составляет примерно −9 дБ.
При действии внешних шумов и других звуковых раздражителей порог слышимости для данного звука повышается (см. Маскировка звука), причём повышенное значение порога слышимости сохраняется некоторое время после прекращения действия мешающего фактора, а затем постепенно возвращается к исходному уровню.
У разных людей и у одних и тех же лиц в разное время порог слышимости может различаться. Он зависит от возраста, физиологического состояния, тренированности. С возрастом порог слышимости у людей повышается.
Измерения порога слышимости обычно производят методами аудиометрии.